# Malden-on-Hudson
Malden-on-Hudson – jednostka osadnicza w Stanach Zjednoczonych, w stanie Nowy Jork, w hrabstwie Ulster.